# Harmalol
Harmalol es un bio-activo beta-carbolina y miembro de los alcaloides de harmala.